# Чекмаш
Чекмаш — деревня в Свердловской области, входящая в муниципальное образование Артинский городской округ. Расположена в 6 км на западо-юго-запад от административного центра — посёлка городского типа Арти. Входит в состав Пристанинского сельского совета.

## Население
По данным 2010 года, в деревне проживает 75 человек.